# خورشیدگرفتگی ۱۷ ژوئیه ۱۸۱۴
خورشیدگرفتگی ۱۷ ژوئیه ۱۸۱۴ (به انگلیسی: Solar eclipse of 17 July 1814) یک خورشیدگرفتگی از نوع خورشیدگرفتگی کلی بود. این خورشیدگرفتگی در تاریخ  ۱۷ ژوئیه ۱۸۱۴ روی داد که زمان اوج آن، ساعت ۶:۳۰:۲۹ به‌وقت ساعت هماهنگ جهانی بوده‌است.  مدت‌زمان و طول این خورشیدگرفتگی ۰۶ دقیقه و ۳۳ ثانیه بود.